# Кускус пухнастий
Кускус пухнастий (Phalanger orientalis) — вид ссавців родини кускусових з когорти сумчасті (Marsupialia). Поширений на островах Тимор, Санана, Буру, Гальмагера, Серам, Нова Гвінея (тільки в північній частині), Каркар, Архіпелаг Бісмарка, Соломонових островах. Чисельний вид; зустрічається насамперед у порушених місцях проживання, вторинних лісах, плантаціях і садах. Вид також наявний у первинному тропічному лісі. Самиця зазвичай народжує двох малюків.

## Загрози та збереження
Немає серйозних загроз для цього виду. У деяких частинах ареалу на цю тварину полюють для вживання в їжу. Проживає на багатьох природоохоронних територіях.